# Csanád Szegedi
Csanád Szegedi, né le 22 septembre 1982, est un homme politique hongrois. Membre du Jobbik jusqu'en 2012, il ne fait partie d'aucun groupe comme la plupart des parlementaires d'extrême-droite. Élu député européen en 2009, il est membre de la commission du développement régional.
En 2009, Csanàd Szegedi, habitué des propos antisémites et anti-rom, se présente au Parlement européen en uniforme de la Garde hongroise, formation paramilitaire de Jobbik.

## Conversion au judaïsme
En 2012, il découvre ses origines juives : sa grand-mère, Magdolna Klein, est juive, déportée  à Auschwitz, survivante de l'Holocauste ; il quitte alors le Jobbik mais garde son mandat de député européen. En 2013, il se convertit au judaïsme, et sortant de son silence, il explique à l'hebdomadaire libéral Magyar Narancs : « Ce qui m'a le plus effrayé est de me retrouver face à moi-même : je suis passé de celui qui exclut à celui qui est exclu. »
En 2016, il annonce qu'il va vivre en Israël avec sa famille.
Le film documentaire biographique Keep Quiet parle de sa vie.